# Sugoj
Sugoj (rusky Сугой) je řeka v Magadanské oblasti v Rusku. Je dlouhá 347 km. Povodí řeky je 26 100 km². Řeka je známá také pod jménem Buksunda (rusky Буксунда).

## Průběh toku
Pramení v Kolymském pohoří. Protéká mezihorskou propadlinou, kde se rozvětvuje na jednotlivá ramena. Ústí zprava do Kolymy.

## Vodní režim
Zdrojem vody jsou sněhové a dešťové srážky. Průměrný roční průtok vody ve vzdálenosti 289 km od ústí činí 57,7 m³/s. Zamrzá v říjnu a rozmrzá na konci května až na začátku června.

## Využití
V povodí řeky se nachází naleziště uhlí.